# Generador de tecnecio-99m

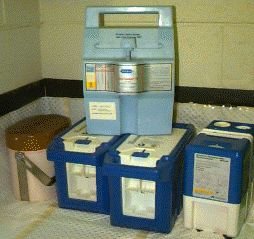
Cinco generadores modernos de 99mTc

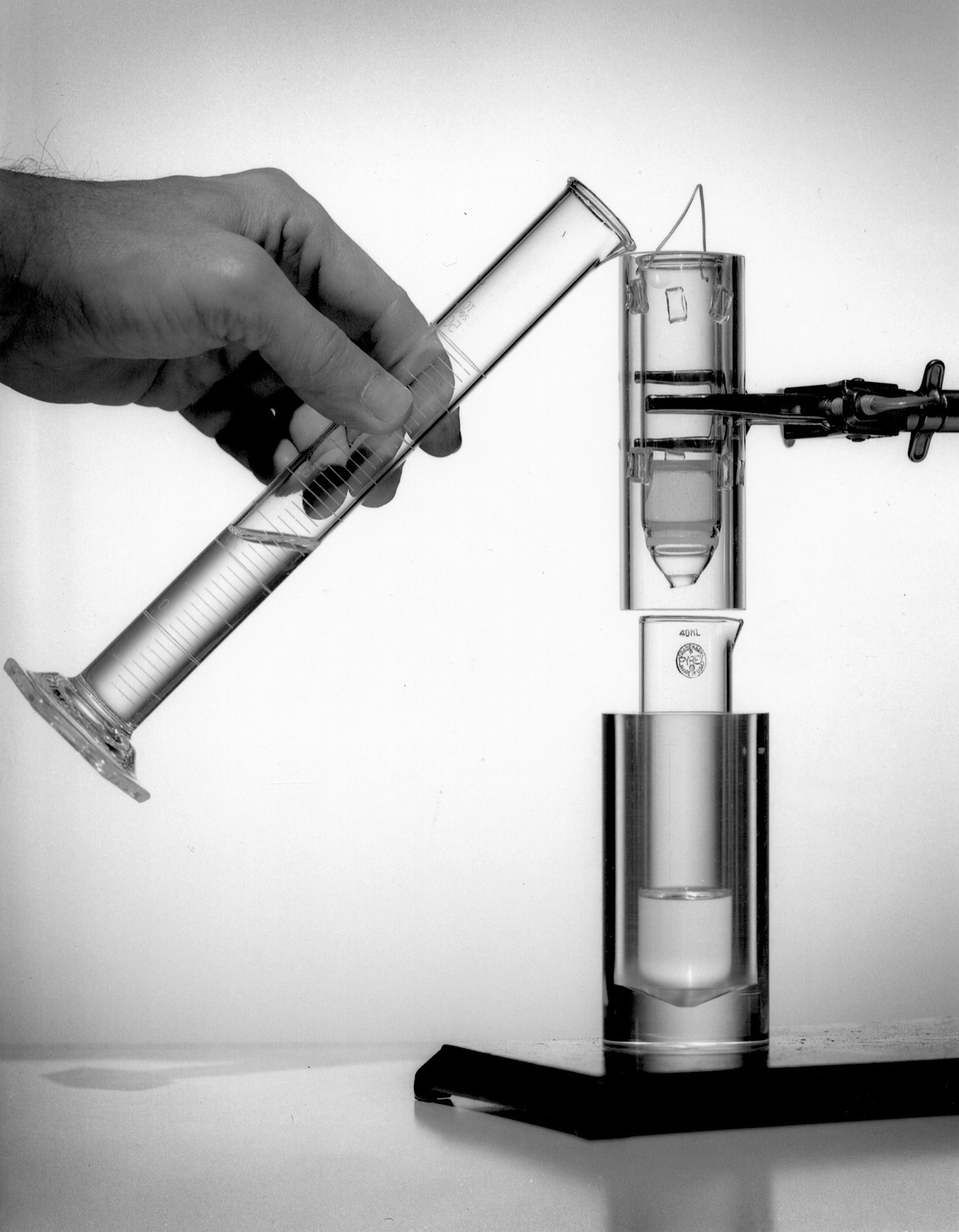
El primer generador de 99mTc, sin blindaje, 1958. Una solución de 99mTc está siendo eluída de una columna cromatográfica que contiene adsorbido 99Mo

Un generador de tecnecio-99m es un dispositivo utilizado para extraer el isótopo metaestable 99mTc de una fuente de molibdeno-99 (99Mo). 99Mo tiene un tiempo de vida media de 66 horas[1] y puede ser fácilmente transportado largas distancias hacia los hospitales donde su producto de desintegración tecnecio-99m (con un tiempo de vida de 6 horas, inconveniente para ser transportado) es extraído y utilizado en una amplia variedad de procedimientos en medicina nuclear, donde su corto tiempo de vida media es de gran utilidad.

## Producción del isótopo padre
El 99Mo puede ser obtenido por activación neutrónica (n,gamma) del 98Mo en reactores de alto flujo de neutrones. Sin embargo, el método más utilizado es a través de la fisión del 235U en reactores nucleares. Mientras que la mayoría de los reactores que tienen como fin la producción de 99Mo utilizan 235U altamente enriquecido, problemas relacionados con la proliferación han llevado a varios productores a la transición hacia 235U con bajo índice de enriquecimiento[2]. El blanco de 235U es irradiado con neutrones para formar 99Mo como producto de fisión. Molibdeno-99 es entonces separado de los otros productos de fisión en celdas calientes.

## Invención e historia del generador
El 99mTc fue una curiosidad científica hasta los años '50 cuando Powell Richards descubrió el potencial de 99mTc como radiotrazador médico y promovió su uso en la comunidad médica. Mientras Richards estaba a cargo de la producción del radioisótopo en el Hot Lab Division en Brookhaven National Laboratory, Walter Tucker and Margaret Greene estaban trabajando en la optimización del procedimiento de separación y purificación del isótopo de corto tiempo de vida media 132I de telurio-132, su isótopo padre de t1/2 3.2 d, producido en el Brookhaven Graphite research Reactor. Ellos detectaron trazas de un contaminante que resultó ser 99mTc, que estaba siendo producido por el 99Mo, y estaba siguiendo al Telurio durante el proceso de separación de los otros productos de fisión. Basados en la similitud en la química del Telurio y del Iodo como el par padre-hijo, Tucker y Greene desarrollaron el primer generador de 99mTc en 1958 (ve foto de este generador a principios del artículo). Pero no fue hasta 1960 que Richards fue el primero en proponer la idea de utilizar tecnecio como un trazador médico.

## Función y mecanismo del generador
El corto tiempo de vida media del Tecnecio-99m hace que su almacenamiento sea imposible y que su transporte sea muy caro. En su lugar, el núclido padre 99Mo es suministrado a los hospitales después de su extracción del 235U irradiado con neutrones y los procesos de purificación. Este es suministrado por compañías radiofarmacéuticas especializadas en forma de generadores 99mTc a todo el mundo. Los generadores son dispositivos diseñados para minimizar los trabajos de extracción realizados en las instalaciones médicas. La tasa de dosis típica a 1 metro de distancia que proporciona el generador de 99mTc está entre los 20-50 mSv/h durante el transporte. La dosis de estos generadores decrece con el tiempo a causa del decaimiento del 99Mo.
Debido a que el tiempo de vida medio del radionúclido padre (99Mo) es mucho más largo que el del isótopo hijo (99mTc), 50% de la actividad en el equilibrio se alcanza en un tiempo de vida media del isótopo hijo, 75% en 2 tiempos de vida media. De esta forma la extracción del isótopo hijo (proceso de elución) del generador se realiza razonablemente cada 6 horas.
Los generadores de 99mTc más utilizados comercialmente poseen una columna cromatográfica, en la cual el 99Mo en forma de molibdato es adsorbido sobre óxido de aluminio acidificado. Cuando el Mo-99 decae se forma pertecnetato TcO4- , el cual por su carga 1-, es menos fuertemente adsorbido a la alúmina. Haciendo fluir solución salina a través de la columna con 99Mo, eluye la solución de 99mTc con sodio como contraión.
La solución de 99mTc puede ser entonces añadida en concentración adecuada al fármaco a ser utilizado, o el pertecnetato de sodio puede ser utilizado directamente para procedimientos específicos que requieren solo el 99m TcO4- como radiofármaco primario. Un gran porcentaje del 99mTc generado por un generador de 99mTc es producido en los 3 primeros tiempos de vida media del padre, o aproximadamente una semana. Por este motivo las unidades de medicina nuclear compran al menos un generador por semana.

## Proporción isomérica
Cuando el generador es dejado en desuso, 99Mo decae a 99mTc, el cual a su vez decae a 99Tc. El tiempo de vida media de 99Tc es mucho más largo que su isómero metaestable 99mTc, por lo que la razón de 99Tc y 99mTc crece con el tiempo. Ambos isómeros son extraídos durante el proceso de elución y reaccionan idénticamente igual con los ligandos, pero el 99Tc es una impureza inútil a la hora de obtener las imágenes.
El contenido de 99Tc y 99mTc es eliminado del generador al final del proceso de fabricación, pero la razón 99Tc y 99mTc crece nuevamente durante el transporte o cualquier otro período que el generador sea dejado en desuso. Las primeras pocas eluciones del generador son inutilizables debido a esta razón isomérica